# Parva Naturalia

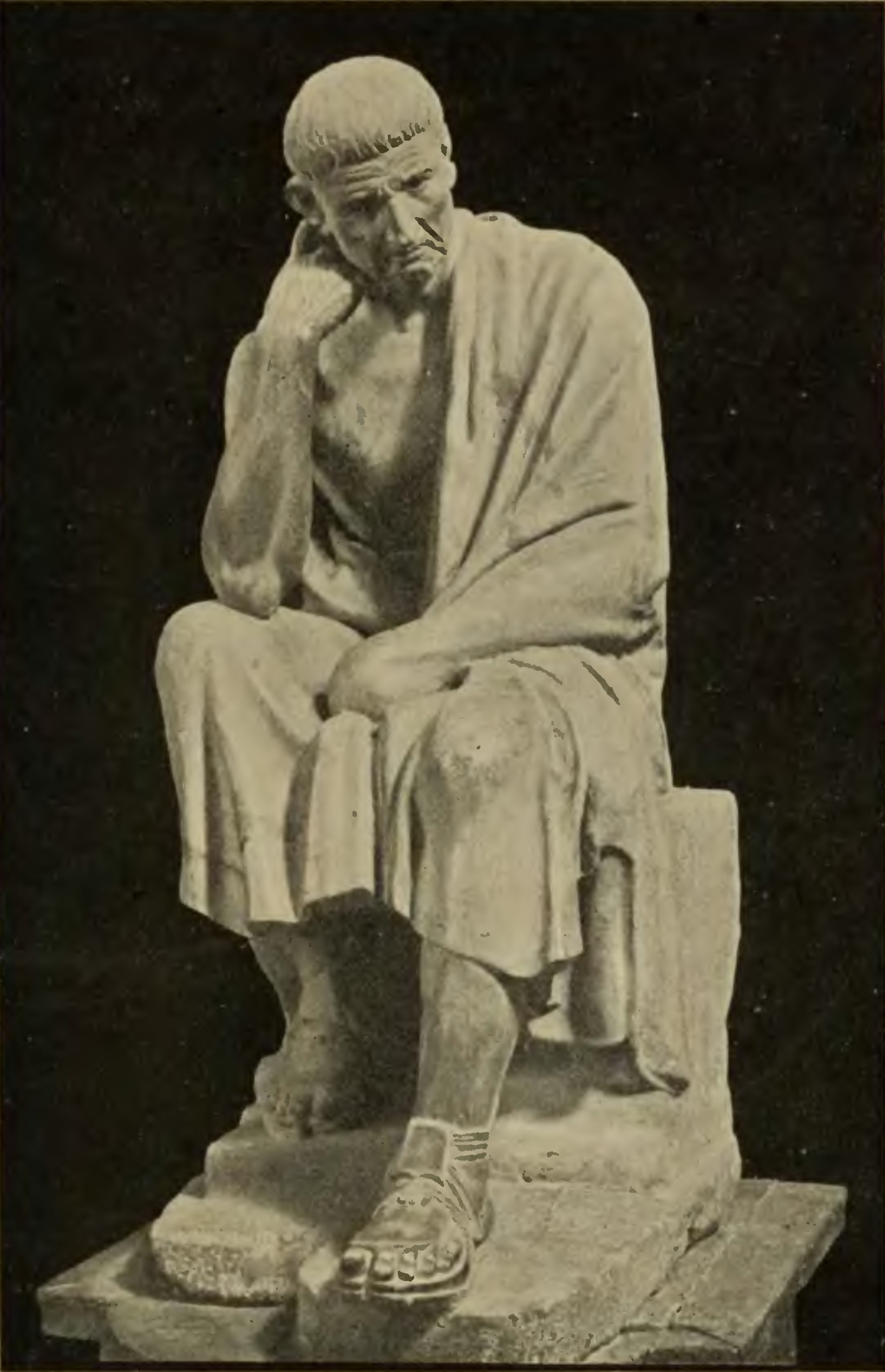
Estatua de Aristóteles en el Palacio Spada, Roma.

Parva Naturalia es un conjunto de siete obras de Aristóteles, que consideran los fenómenos naturales que afectan al cuerpo y al alma. Forman parte de la biología de Aristóteles.

## Contenido
La obra se desglosa en los siguientes siete tratados:
| Numeración Bekker | Título de la obra                                            | Título en latín                                                |
| ----------------- | ------------------------------------------------------------ | -------------------------------------------------------------- |
| 436a              | Sentido y sensibilidad                                       | (De sensu et sensibilibus)                                     |
| 449b              | En la memoria                                                | (De memoria et reminiscentia)                                  |
| 453b              | El sueño                                                     | (De somno et vigilia)                                          |
| 458a              | Sobre los sueños                                             | (De insomniis)                                                 |
| 462b              | La adivinación en el sueño                                   | (De divinatione per somnum)                                    |
| 464b              | Sobre la duración y brevedad de la vida                      | (De longitudine et vitae brevitate)                            |
| 467b              | En la juventud, vejez, de vida y la muerte, y la respiración | (De iuventute et senectute, De vita et morte, De respiratione) |

El primer tratado analiza las posibles relaciones entre los cuatro elementos y los cinco órganos de los sentidos. El segundo define la reminiscencia, mientras la distingue de la memoria. El tercer tratado trata de la vigilia y el sueño, tema profundizado por el cuarto. El quinto indaga en la relación entre los sueños y la adivinación. El sexto habla sobre la vejez. En el séptimo y octavo se muestra cómo es el corazón la sede de la sensibilidad y no el cerebro. El último tratado se ocupa de la respiración. La traducción latina de estas obras estuvo disponible a los autores medievales solo en el siglo XII gracias a la versión de Giacomo Veneto.